# Denver (Indiana)
Denver és una població dels Estats Units a l'estat d'Indiana. Segons el cens del 2006 tenia 527 habitants.

## Demografia
Segons el cens del 2000, Denver tenia 541 habitants, 189 habitatges, i 158 famílies. La densitat de població era de 908,2 habitants per km².
Dels 189 habitatges en un 48,7% hi vivien nens de menys de 18 anys, en un 64% hi vivien parelles casades, en un 16,9% dones solteres, i en un 15,9% no eren unitats familiars. En el 13,8% dels habitatges hi vivien persones soles el 6,3% de les quals corresponia a persones de 65 anys o més que vivien soles. El nombre mitjà de persones vivint en cada habitatge era de 2,86 i el nombre mitjà de persones que vivien en cada família era de 3,11.
Per edats la població es repartia de la següent manera: un 30,9% tenia menys de 18 anys, un 6,8% entre 18 i 24, un 34,2% entre 25 i 44, un 18,5% de 45 a 60 i un 9,6% 65 anys o més.
L'edat mediana era de 33 anys. Per cada 100 dones de 18 o més anys hi havia 88,9 homes.
La renda mediana per habitatge era de 36.250$ i la renda mediana per família de 36.985$. Els homes tenien una renda mediana de 29.286$ mentre que les dones 21.250$. La renda per capita de la població era de 15.224$. Entorn del 5% de les famílies i el 9,5% de la població estaven per davall del llindar de pobresa.

## Poblacions més properes
El següent diagrama mostra les poblacions més properes.